# Ґлісьниця (Великопольське воєводство)
Ґлісьниця (пол. Gliśnica) — село в Польщі, у гміні Одолянув Островського повіту Великопольського воєводства.
Населення — 709 осіб (2011).

## Демографія
Демографічна структура станом на 31 березня 2011 року:
|          | Загалом | Допрацездатний вік | Працездатний вік | Постпрацездатний вік |
| -------- | ------- | ------------------ | ---------------- | -------------------- |
| Чоловіки | 357     | 82                 | 246              | 29                   |
| Жінки    | 352     | 76                 | 196              | 80                   |
| Разом    | 709     | 158                | 442              | 109                  |